# Russian Time
Russian Time (vaak geschreven als RUSSIAN TIME) is een Russisch autosportteam dat opgericht werd in 2013 door Igor Mazepa en Motopark Academy-eigenaar Timo Rumpfkeil. In 2013 gaat het team deelnemen aan de GP2 Series als vervanger van het met geldproblemen kampende iSport International. Met Sam Bird en Tom Dillmann als coureurs werd het team in hun eerste seizoen van deelname kampioen bij de teams in de GP2, terwijl Bird enkele punten tekortkwam op de rijderstitel. In 2014 zou het team ook deelnemen aan de GP3 Series als vervanger van het team Bamboo Engineering. Door het overlijden van Mazepa in februari 2014 trok Motopark Academy de stekker uit het project en ging dit niet door. Russian Time werd weer vervangen door Hilmer Motorsport.